# Malcolm Esajas
Malcolm Esajas (Amsterdam, 13 luglio 1986) è un ex calciatore olandese, di ruolo attaccante.

## Carriera
Dal 2009 al 2013 gioca quattro stagioni nella seconda serie del campionato olandese con il Maastricht VV. Nel 2013 passa all'ADO Den Haag con cui debutta in Eredivisie.